# A Summer Story
A Summer Story est un film britannique réalisé par Piers Haggard, sorti en 1988.

## Synopsis
Au cours de l'été 1902, Frank Ashton, un jeune avocat londonien cultivé, fait de la randonnée dans le Devon pendant les vacances avec un ami. Lorsqu'il tombe et se tord la cheville, Ashton est secouru dans une ferme voisine à Dartmoor et y reste quelques jours pour se remettre, tandis que son ami poursuit son chemin. Pendant son séjour, il tombe rapidement amoureux de la jeune villageoise qui s'occupe de lui, Megan David.

## Fiche technique
- Titre : A Summer Story
- Réalisation : Piers Haggard
- Scénario : Penelope Mortimer d'après la nouvelle The Apple Tree de John Galsworthy
- Musique : Georges Delerue
- Photographie : Kenneth MacMillan
- Montage : Ralph Sheldon
- Production : Danton Rissner
- Société de production : Incorporated Television Company
- Pays :  Royaume-Uni
- Genre : Drame et romance
- Durée : 95 minutes
- Dates de sortie : 
  -  États-Unis : 11 août 1988 (New York)

## Distribution
- James Wilby : Frank Ashton
- Imogen Stubbs : Megan David
- Susannah York : Mme. Narracombe
- Kenneth Colley : Jim
- Jerome Flynn : Joe Narracombe
- Lee Billett : Nick
- Oliver Perry : Rick
- Harry Burton : Garton
- Sophie Ward : Stella Halliday
- John Elmes : Phil Halliday
- Camilla Power : Sabina Halliday
- Juliette Fleming : Freda Halliday
- Sukie Smith : Betsy

## Accueil
Variety qualifie le film de « romance pastorale magnifiquement réalisée » et ajoute : « L'actrice de théâtre Imogen Stubbs est une véritable révélation dans le rôle de l'héroïne au cœur brisé, apportant une force moderne à ce personnage d'époque, tandis que Wilby incarne une version sympathique de l'archétype du jeune aristocrate lâche ».